# Shaku
O shaku (尺) é a versão japonesa de uma unidade de medida usada na Ásia Oriental com um comprimento de aproximadamente 30 cm. Como outras medidas, ele originalmente derivou da natureza: o comprimento médio entre os nós do caule do bambu. O comprimento real varia levemente de país para país.
O shaku pode ser dividido em dez unidades menores (寸), conhecidas como sun em japonês. Dez shakus são iguais a um jō, tradicionalmente escrito como "丈".

## Japão
Desde 1891, o shaku (尺, shaku) japonês foi definido como igual a 10/33 metros (aproximadamente 30,3 cm ou 11,39 polegadas), ou 3,3 shaku é igual a um metro.
Um pouco diferente, mas valores quase similares (entre 0,30175 e 0,303 m) foram dados para o shaku por várias autoridades durante as primeiras décadas do século XIX.
Um único shaku é dividido em 10 sun. Unidades fracionais menores e mais conhecidas de até 0,00001 shaku eram conhecidas no passado.

No passado, um valor maior de shaku (conhecido como kōrai-shaku), igual a aproximadamente 1,17 do shaku padrão moderno, ou 35,5 cm (14 polegadas) esteve em uso.
Outra unidade de comprimento também chamada de shaku foi usada apenas para medidas de panos. Este shaku media 125/330 metros (aproximadamente 37,9 cm ou 14,9 polegadas). Quando uma distinção precisa ser feita entre os dois shakus, a unidade de pano era chamada de kujirajaku (shaku baleia, visto que as réguas para medida de pano eram feitas de barbas de baleia) e o outro shaku era chamado de kanejaku (shaku metal).
Embora a lei japonesa exigiu que o uso oficial dessas unidades fosse descontinuado em 31 de março de 1966, o shaku ainda é usado em alguns campos do Japão, como na carpintaria tradicional. O ken e o jō são múltiplos de um shaku: 6 shaku correspondem a um ken; 10 shakus correspondem a um jō. O ken é geralmente a distância entre os pilares de edifícios tradicionais como templos budistas e xintoístas.
O Shōsōin em Nara possui réguas de marfim de um shaku, o kōgebachiru-no-shaku (紅牙撥鏤尺).
O shakuhachi é uma flauta japonesa de bambu cujo nome (尺八) significa "[um] shaku oito [sun]", porque, tradicionalmente, seu comprimento padrão era de um shaku e oito sun, i.e. 1,8 shaku.
O shaku é algumas vezes chamado em obras da língua inglesa como "pé japonês".

### Unidades de volume derivadas
Um kuko, definido como 10 shakus cúbicos, é uma unidade tradicional de volumo no Japão. Historicamente, ele era usado como medida de arroz, com um volume suficiente de comida para um homem por um ano. Ele ainda é usado no comércio de madeira japonês.

## Coreia
Em 1902, o Império Coreano adotou a definição japonesa do shaku com os japoneses.